# Geleitzug RA 60
Der Geleitzug RA 60 war ein alliierter Nordmeergeleitzug, der im September 1944 im sowjetischen Murmansk zusammengestellt wurde und weitestgehend ohne Ladung zum schottischen Firth of Clyde fuhr. Die Alliierten verloren durch U 310 insgesamt zwei Frachter mit insgesamt 14.359 BRT.

## Zusammensetzung und Sicherung

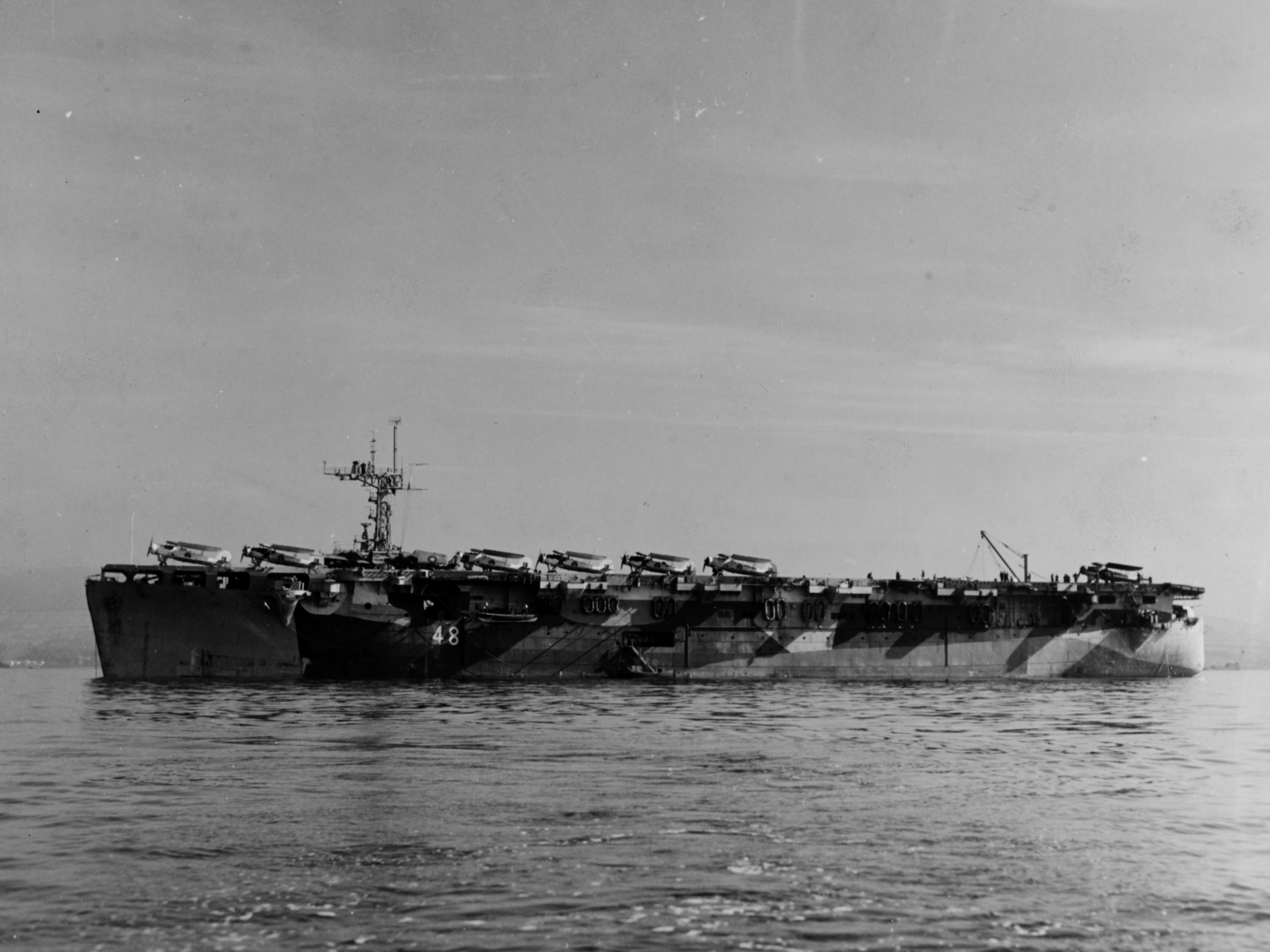
Geleitträger HMS Campania

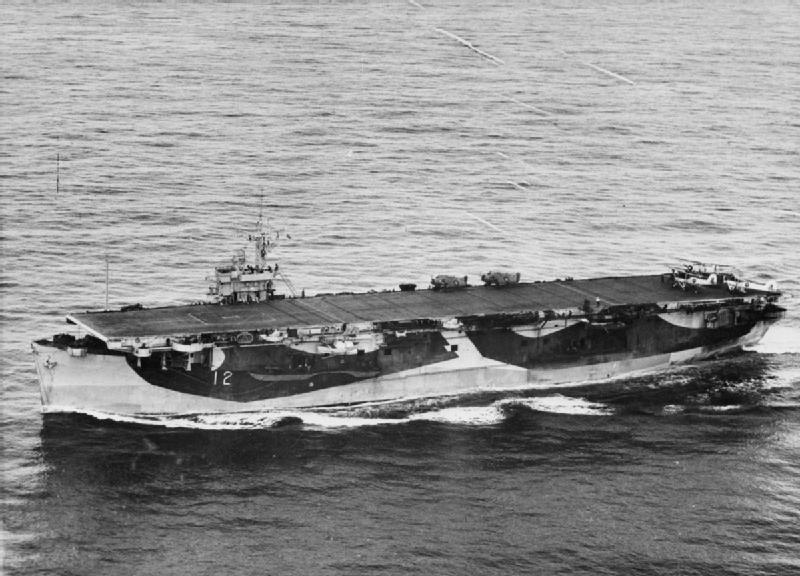
Geleitträger HMS Striker

Der Geleitzug RA 60 setzte sich aus 32 Frachtschiffen zusammen. Am 28. September 1944 verließen sie Murmansk (Lage) in Richtung Firth of Clyde (Lage). Kommodore des Konvois war Captain G. H. Creswell, der sich auf der Samtredy eingeschifft hatte. Die Nahsicherung des Konvois übernahmen die Geleitträger Campania und Striker, der Kreuzer Diadem und die Zerstörer Milne, Marne, Meteor, Musketeer, Saumarez, Scorpion, Venus, Verulam, Virago, Volage, Algonquin und Sioux. Die 20th und 8th Escort Groups, darunter die Zerstörer Keppel, Bulldog und Whitehall, die Sloop Cygnet und die Korvetten Allington Castle und Bamborough Castle eskortierten den Konvoi.
| Name                  | Typ            | Flagge                 | Vermessung in BRT | Verbleib                                     |
| --------------------- | -------------- | ---------------------- | ----------------- | -------------------------------------------- |
| British Promise       | Frachter       | Vereinigtes Königreich | 8443              |                                              |
| Charles McAllister    | Frachter       | Vereinigte Staaten     | 7176              |                                              |
| Charles Dauray        | Frachter       | Vereinigte Staaten     | 7176              |                                              |
| Clark Howell          | Frachter       | Vereinigte Staaten     | 7198              |                                              |
| David B Johnson       | Frachter       | Vereinigte Staaten     | 7198              |                                              |
| Edward H Crockett     | Frachter       | Vereinigte Staaten     | 7176              | am 28. September durch U 310 versenkt (Lage) |
| Edward L Grant        | Frachter       | Vereinigte Staaten     | 7167              |                                              |
| Ellijah Kellog        | Frachter       | Vereinigte Staaten     | 7176              |                                              |
| Fort Glenora          | Frachter       | Vereinigtes Königreich | 7126              |                                              |
| Frank Gilbreth        | Frachter       | Vereinigte Staaten     | 7176              |                                              |
| John La Farge         | Frachter       | Vereinigte Staaten     | 7176              |                                              |
| Jose Marti            | Frachter       | Vereinigte Staaten     | 7176              |                                              |
| Josephine Shaw Lowell | Frachter       | Vereinigte Staaten     | 7176              |                                              |
| Leo J Duster          | Frachter       | Vereinigte Staaten     | 7176              |                                              |
| Nacella               | Frachter       | Vereinigtes Königreich | 8196              |                                              |
| Noreg                 | Frachter       | Norwegen               | 8196              |                                              |
| Oakley Wood           | Frachter       | Vereinigte Staaten     | 7210              |                                              |
| Rathlin               | Rettungsschiff | Vereinigtes Königreich | 1600              |                                              |
| Samannan              | Frachter       | Vereinigtes Königreich | 7219              |                                              |
| Samcalia              | Frachter       | Vereinigtes Königreich | 7219              |                                              |
| Samconstant           | Frachter       | Vereinigtes Königreich | 7219              |                                              |
| Samgara               | Frachter       | Vereinigtes Königreich | 7219              |                                              |
| Samidway              | Frachter       | Vereinigtes Königreich | 7219              |                                              |
| Samloyal              | Frachter       | Vereinigtes Königreich | 7210              |                                              |
| Samlyth               | Frachter       | Vereinigtes Königreich | 7210              |                                              |
| Samsuva               | Frachter       | Vereinigtes Königreich | 7219              | am 28. September durch U 310 versenkt (Lage) |
| Samtredy              | Frachter       | Vereinigtes Königreich | 7219              |                                              |
| Silas Weir Mitchell   | Frachter       | Vereinigte Staaten     | 7176              |                                              |
| Thomas Donaldson      | Frachter       | Vereinigte Staaten     | 7210              |                                              |
| Thomas H Sumner       | Frachter       | Vereinigte Staaten     | 7176              |                                              |
| Warren Delano         | Frachter       | Vereinigte Staaten     | 7210              |                                              |
| Zamalek               | Rettungsschiff | Vereinigtes Königreich | 1567              |                                              |

## Verlauf
Der Geleitzug RA 60 umging nach dem Auslaufen die U-Boot-Gruppen „Grimm“ mit U 278, U 312, U 425, U 737, U 921, U 956 sowie U 997 und „Zorn“ mit U 293, U 310, U 315, U 363, U 365, U 387, U 636, U 668, U 965, U 968, U 992 und U 995. Nur U 310, das zufällig auf dem Kurs des Konvois lag und überlaufen wurde, kam am 28. September 1942 zum Schuss. Dabei versenkte es die Frachter Edward H. Crockett (7176 BRT) und Samsuva (7219 BRT). Weitere T-V-Torpedos auf Geleitfahrzeuge gingen fehl. Am 5. Oktober erreichte der Geleitzug den Firth of Clyde.